# Nazionale maschile di pallacanestro d'Israele
La nazionale maschile di pallacanestro d'Israele (נבחרת הגברים של ישראל בכדורסל) rappresenta Israele nelle manifestazioni internazionali maschili di pallacanestro gestite dalla FIBA. È gestita dalla Federazione cestistica d'Israele.

## Storia

### Campionati europei
Nonostante lo Stato di Israele si trovi nel continente asiatico, la nazionale israeliana ha sempre fatto parte della sezione FIBA Europe. Pertanto, considerato come uno Stato europeo, ha sempre partecipato, come campionati continentali, ai Campionati Europei, dove ha collezionato 29 presenze.

Affiliata alla FIBA dal 1939, per svariati motivi politici, ha dovuto attendere per il suo debutto a questa manifestazione il 1953, nell'edizione disputatasi a Mosca. Nel girone preliminare, la squadra israeliana vinse il proprio gruppo per la migliore classifica dopo esser stata una delle tre squadre che conclusero il girone con 3 gare vinte e 1 persa. Arrivarono alla fase finale, riuscendo a sconfiggere la grande potenza della Cecoslovacchia e prendendosi la rivincita sulla Jugoslavia per la precedente sconfitta nel girone. Con 4 vittorie e 3 sconfitte, si piazzò a pari merito al secondo posto con altre 3 squadre dietro all'imbattuta Unione Sovietica, giungendo al quinto posto finale per la classifica avulsa. Il record finale di 7 vittorie e 4 sconfitte considerò anche due vittorie a tavolino contro Libano (nel girone eliminatorio) ed Egitto (nel girone finale), dato che entrambe si rifiutarono di giocare contro Israele.
Il miglior risultato è stata una medaglia d'argento nell'edizione del 1979, oltre a due quinti posti nel 1953 e nel 1977. Nell'edizione 2017 ha ospitato per la prima volta uno dei gironi della fase preliminare presso la Yad-Eliyahu Arena di Tel Aviv, non riuscendo però a qualificarsi per la fase finale e terminando complessivamente al ventunesimo posto. Nella partita d'esordio è stata sconfitta  dalla nazionale italiana.

### Olimpiadi e Mondiali
Ai Giochi olimpici il percorso è stato molto travagliato: esclusa a molte partecipazioni soprattutto per motivi politici, vanta una sola partecipazione, nell'edizione del 1952, dove ottenne il 17º posto.

Ai Mondiali, manifestazione da cui è assente dal 1986, vanta solamente 2 partecipazioni, terminate rispettivamente all'8º e 7º posto.

## Piazzamenti

### Olimpiadi
- 1952 - 17°

### Campionati del mondo
- 1954 - 8°
- 1986 - 7°

### Campionati europei
- 1953 - 5°
- 1959 - 11°
- 1961 - 11°
- 1963 - 9°
- 1965 - 6°

- 1967 - 8°
- 1969 - 11°
- 1971 - 11°
- 1973 - 7°
- 1975 - 7°

- 1977 - 5°
- 1979 -  2º
- 1981 - 6°
- 1983 - 6°
- 1985 - 9°

- 1987 - 11°
- 1993 - 15°
- 1995 - 9°
- 1997 - 9°
- 1999 - 9°

- 2001 - 10°
- 2003 - 7°
- 2005 - 9°
- 2007 - 9°
- 2009 - 13°

- 2011 - 13°
- 2013 - 21°
- 2015 - 9°
- 2017 - 21°
- 2022 - 17°

### Giochi asiatici
- 1966 -  1°
- 1970 -  2°
- 1974 -  1°

## Formazioni

### Olimpiadi
Pallacanestro ai Giochi della XV Olimpiade3 Shneior, 4 Ofri, 5 Daniel, 6 Degani, 7 Cohen, 8 Lin, 9 Shelah, 10 Gafni, 11 Ram, 12 Fecher, 13 Amiel, 14 Erez, 16 Hefez,        All. Tubby Raskin

### Mondiali
Campionato mondiale maschile di pallacanestro 19543 Shneior, 4 Ofri, 5 Daniel, 6 Fecher, 7 Cohen, 8 Tavil, 9 Shelah, 10 Gafni, 11 Ram, 12 Hefez, 13 Luboshitz, 14 Erez,        All. Jacob Saltiel
Campionato mondiale maschile di pallacanestro 19864 Lassof, 5 Daniel, 6 Gordon, 7 Rechlis, 8 Rosenberg, 9 Berkovich, 10 Lippin, 11 Shefa, 12 Jamchi, 13 Mercer, 14 Steinhauer, 15 Yaakobi,        All. Zvi Sherf

### Europei
Campionato europeo maschile di pallacanestro 19533 Shneior, 4 Ofri, 5 Daniel, 6 Degani, 7 Cohen, 8 Heiblum, 9 Shelah, 10 Gafni, 11 Ram, 12 Hefez, 13 Mimran, 14 Erez, 15 Fecher,        All. Jacob Saltiel
Campionato europeo maschile di pallacanestro 19593 Shneior, 4 Hemmo, 6 Kastan, 7 Lin, 9 Frish, 10 Edelist, 11 Ram, 12 Volodarsky, 13 Kaminsky, 14 Hazan, 15 Lustig, 16 Ben-Bassat,        All. Eliahu Amiel
Campionato europeo maschile di pallacanestro 19614 Cohen-Mintz, 5 Lustig, 6 Shelef, 7 Barkon, 8 Hemmo, 9 Eshed, 10 Kaminsky, 11 Ram, 12 Frish, 13 Hoffman, 14 Hazan, 15 Volodarsky,        All. Yehoshua Rozin
Campionato europeo maschile di pallacanestro 19634 Cohen-Mintz, 5 Eshed, 6 Shelef, 7 Lubezki, 8 Hemmo, 9 Gutt, 10 Volodarsky, 11 Ram, 12 Ben Zeev, 13 Hoffman, 14 Hazan, 15 Zeiger,        All. Yehoshua Rozin
Campionato europeo maschile di pallacanestro 19654 Cohen-Mintz, 5 Eshed, 6 Shelef, 7 Lubezki, 8 Hemmo, 9 Volodarsky, 10 Gutt, 11 Kaminsky, 12 Freitag, 13 Hoffman, 14 Hazan, 15 Zeiger,        All. Shimon Shelah
Campionato europeo maschile di pallacanestro 19674 Cohen-Mintz, 5 Eshed, 6 Teichner, 7 Wold, 8 Avishar, 9 Volodarsky, 10 Gutt, 11 Dekel, 12 Kaminsky, 13 Hoffman, 14 Starkman, 15 Zeiger,        All. Shimon Shelah
Campionato europeo maschile di pallacanestro 19694 Teichner, 5 Eshed, 6 Leshinsky, 7 Dori, 8 Buchbinder, 9 Neumark, 10 Starkman, 11 Dekel, 12 Kaminsky, 13 Marzel, 14 Turenshine, 15 Zeiger,        All. Shimon Shelah
Campionato europeo maschile di pallacanestro 19714 Leja, 5 Teichner, 6 Brody, 7 Turenshine, 8 Keren, 9 Schwartz, 10 Starkman, 11 Inbar, 12 Barzily, 13 Marzel, 14 Zuchman, 15 Yanai,        All. Shimon Shelah
Campionato europeo maschile di pallacanestro 19734 Zacks, 5 Avishar, 6 Brody, 7 Ben-David, 8 Keren, 9 Berkovich, 10 Leibowitz, 11 Neumark, 12 Inbar, 13 Marzel, 14 Eisner, 15 Yanai,        All. Albert Hemmo
Campionato europeo maschile di pallacanestro 19754 Bloom, 5 Avishar, 6 Brody, 7 Schwartz, 8 Keren, 9 Berkovich, 10 Leibowitz, 11 Moskowitz, 12 Goren, 13 Marzel, 14 Eisner, 15 Yanai,        All. Albert Hemmo
Campionato europeo maschile di pallacanestro 19774 Nachmias, 5 Schwartz, 6 Goren, 7 Hozez, 8 Keren, 9 Berkovich, 10 Leibowitz, 11 Moskowitz, 12 Kaplan, 13 Marzel, 14 Rothschild, 15 Yanai,        All. Ralph Klein
Campionato europeo maschile di pallacanestro 19794 Minkin, 5 Schwartz, 6 Ben Ari, 7 Aroesti, 8 Silver, 9 Berkovich, 10 Leibowitz, 11 Moskowitz, 12 Kaplan, 13 Sherf, 14 Hozez, 15 Yanai,        All. Ralph Klein
Campionato europeo maschile di pallacanestro 19814 Boatwright, 5 Willis, 6 Zlotikman, 7 Knaz, 8 Schlachter, 9 Berkovich, 10 Leibowitz, 11 Moskowitz, 12 Silver, 13 Jamchi, 14 Hozez, 15 Yanai,        All. Ralph Klein
Campionato europeo maschile di pallacanestro 19834 Lassoff, 5 Elimelech, 6 Silver, 7 Aroesti, 8 Schlachter, 9 Berkovich, 10 Zlotikman, 11 Zisman, 12 Jamchi, 13 Yaakobi, 14 Bogin, 15 Willis,        All. Ralph Klein
Campionato europeo maschile di pallacanestro 19854 Bino, 5 Daniel, 6 Yaakobi, 7 Aroesti, 8 Schlachter, 9 Berkovich, 10 Zlotikman, 11 Zisman, 12 Jamchi, 13 Lippin, 14 Hozez, 15 Willis,        All. Zvi Sherf
Campionato europeo maschile di pallacanestro 19874 Lassoff, 5 Daniel, 6 Gordon, 7 Henefeld, 8 Fleisher, 9 Rosenberg, 10 Lippin, 11 Shefa, 12 Jamchi, 13 Mercer, 14 Steinhauer, 15 Cohen,        All. Zvi Sherf
Campionato europeo maschile di pallacanestro 19934 Henefeld, 5 Fleisher, 6 Elimelech, 7 Barmore, 8 Amsalem, 9 Gordon, 10 Steinhauer, 11 Sheffer, 12 Jamchi, 13 Katz, 14 Arditti, 15 Daniel,        All. Zvi Sherf
Campionato europeo maschile di pallacanestro 19954 Henefeld, 5 Fleisher, 6 Goodes, 7 Leaf, 8 Cohen, 9 Gordon, 10 Muchtary, 11 Sheffer, 12 Jamchi, 13 Baloul, 14 Arditti, 15 Daniel,        All. Zvi Sherf
Campionato europeo maschile di pallacanestro 19974 Henefeld, 5 Arditti, 6 Turgeman, 7 Muchtary, 8 Bernsley, 9 Aharoni, 10 Kattash, 11 Sheffer, 12 Shelef, 13 Cohen-Mintz, 14 Steinhauer, 15 Fleisher,        All. Zvi Sherf
Campionato europeo maschile di pallacanestro 19994 Henefeld, 5 Daniel, 6 Goodes, 7 Turgeman, 8 Amsalem, 9 Tapiro, 10 Kattash, 11 Sheffer, 12 Shelef, 13 Cohen-Mintz, 14 Steinhauer, 15 Saffar,        All. Muli Katzurin
Campionato europeo maschile di pallacanestro 20014 Sheinfeld, 5 Gordon, 6 Sharp, 7 Turgeman, 8 Lubin, 9 Kozikaro, 10 Nissim, 11 Tapiro, 12 Saffar, 13 Peleg, 14 Green, 15 Mizrahi,        All. Muli Katzurin
Campionato europeo maschile di pallacanestro 20034 Katz, 5 Halperin, 6 Sharp, 7 Mizrahi, 8 Sheinfeld, 9 Shelef, 10 Burstein, 11 Tapiro, 12 Saffar, 13 Kozikaro, 14 Green, 15 Gordon,        All. Muli Katzurin
Campionato europeo maschile di pallacanestro 20054 Hagag, 5 Nissim, 6 Shason, 7 Watson, 8 Markovich, 9 Shelef, 10 Burstein, 11 Tapiro, 12 Mizrahi, 13 Kozikaro, 14 Green, 15 Halperin,        All. Zvi Sherf
Campionato europeo maschile di pallacanestro 20074 Hagag, 5 Roth, 6 Halperin, 7 Eliyahu, 8 Markovich, 9 Roberts, 10 Pnini, 11 Tapiro, 12 Naor, 13 Kozikaro, 14 Green, 15 Tamir,        All. Zvi Sherf
Campionato europeo maschile di pallacanestro 20094 Roth, 5 Naimy, 6 Mekel, 7 Limonad, 8 Pnini, 9 Halperin, 10 Burstein, 11 Eliyahu, 12 Mizrahi, 13 Kozikaro, 14 Green, 15 Tamir,        All. Zvi Sherf
Campionato europeo maschile di pallacanestro 20114 Ohayon, 5 Nissim, 6 Naimy, 7 Blu, 8 Pnini, 9 Mekel, 10 Burstein, 11 Eliyahu, 12 Halperin, 13 Kadir, 14 Green, 15 Kokia,        All. Arik Shivek
Campionato europeo maschile di pallacanestro 20134 Limonad, 5 Nissim, 6 Hanochi, 7 Tyus, 8 Eliyahu, 9 Casspi, 10 Pnini, 11 Ohayon, 12 Halperin, 13 Kozikaro, 14 Green, 15 Kadir,        All. Arik Shivek
Campionato europeo maschile di pallacanestro 20155 Yivzori, 6 Dawson, 7 Mekel, 8 Eliyahu, 9 Casspi, 10 Limonad, 11 Kadir, 12 Ohayon, 14 Green, 15 Fisher, 16 Rothbart, 23 Timor,        All. Erez Edelstein
Campionato europeo maschile di pallacanestro 20171 Howell, 6 Dawson, 7 Mekel, 8 Eliyahu, 9 Casspi, 10 Pnini, 11 Kadir, 12 Halperin, 14 Blayzer, 15 Timor, 20 Zalmanson, 21 Ohayon,        All. Erez Edelstein
Campionato europeo maschile di pallacanestro 20221 Sorkin, 7 Mekel, 8 Avdija, 10 Pnini, 11 Madar, 12 Menco, 15 Cohen, 20 Zalmanson, 30 Levi, 41 Ginat, 45 Blatt, 50 Zoosman,        All. Guy Goodes

### Giochi asiatici
Pallacanestro ai V Giochi asiaticiAvidan, Cohen-Mintz, Volodarsky, Dekel, Eshed, Gutt, Kaminsky, Lubezki, Shachar, Shelef, Starkman, Zeiger, All. Shimon Shelah
Pallacanestro ai VI Giochi asiaticiBarzily, Cohen-Mintz, Gilboa, Green, Keren, Leshinsky, Marzel, Neumark, Schwartz, Starkman, Teichner, Turenshine, All. Shimon Shelah
Pallacanestro ai VII Giochi asiaticiAroesti, Avishar, Berkovich, Brody, Eisner, Keren, Marzel, Moskowitz, Nachmias, Schwartz, Yanai, Zaslevsky, All. Albert Hemmo

## Nazionali giovanili
- Selezioni giovanili della nazionale maschile di pallacanestro d'Israele